# コジュシュナ
コジュシュナ（ルーマニア語: Cojușna）は、モルドバ共和国ストラセニ県に存在する村である。 
2004 年時点では人口は 7,006 人で、民族的にはモルドバ・ルーマニア人 (6,775 人) が多数派であり、ロシア人 (103 人) とウクライナ人 (85 人) が少数居住していた。ストラセニ県においては、県都ストラセニに次ぐ第二位の人口を誇る村である。
コジュシュナは首都であるキシナウ市との境に面し、キシナウ市から北西 15 kmのE58高速道路沿いに位置している。また、ギディギチ湖とも接している。